# Yves Tour
Pour les articles homonymes, voir Tour.
Pas d'image ? Cliquez ici

a Compétitions nationales et continentales officielles uniquement.

Dernière mise à jour le 6 août 2024.
Yves Tour, né le 3 mai 1933 à Gerderest (Basses-Pyrénées) et décédé le 25 avril 2017 à Pau (Pyrénées-Atlantiques), est un joueur et dirigeant français de rugby à XV. Il a joué principalement au poste de deuxième ligne avec la Section paloise, avant de devenir président de l'omnisports de la Section paloise.

## Biographie

### Jeunesse et formation
Yves Tour naît le 3 mai 1933 à Gerderest, dans le canton de Lembeye, dans les Basses-Pyrénées. Passionné de rugby à XV depuis son enfance, son père l'emmenant assister à des matchs au stade de la Croix du Prince, au moment du deuxième sacre palois de 1946. Yves Tour commence à jouer aux Coquelicots de Pau, équipe du lycée Louis-Barthou avant de rejoindre les jeunes de la Section paloise. Après avoir terminé ses études secondaires sur la Côte basque, il joue au Biarritz olympique puis à l'US Tours. Après avoir obtenu un bac scientifique et suivi six mois de formation à l'École normale, il poursuit une carrière à l'Éducation nationale, travaillant avec des jeunes en difficulté en tant qu'instituteur à l'IRR d'Igon.

### Carrière de joueur
Yves Tour commence sa carrière de joueur à la Section paloise et joue également pour le Biarritz olympique et l'US Tours. Il se distingue comme un joueur solide et engagé, et devient rapidement un acteur important du club. En 1956, Yves Tour retourne chez les sectionnistes, évoluant principalement avec l'équipe réserve. En 1966, à l'âge de 33 ans, il met un terme à sa carrière de joueur et endosse rapidement d'autres responsabilités, cumulant plusieurs fonctions.

### Carrière de dirigeant

#### Création de l'école de rugby
En 1965, il crée l'école de rugby de la Section paloise, à la demande d'Albert Cazenave, et la dirige treize années durant. Il reste responsable de cette école jusqu'en 1972, avant de se consacrer à la commission rugby du club. En 1974, Yves Tour se voit décerner la médaille de bronze de la Jeunesse et des Sports.

#### Présidence de la Section paloise omnisports
En 1991, Yves Tour est nommé président de la Section paloise omnisports. Ce mandat, initialement prévu pour six mois, dure finalement quinze ans. Durant cette période, il joue un rôle crucial dans le sauvetage du club de la faillite en 1993, avec l'aide de Michel Camptort, Jacques Alliez, Roger Bretagne, René Saludas, Pierre Labourdette, Claude Nassieu Maupas et le maire André Labarrère. Un an plus tard, il passe la main à Pierre Labourdette, qui devient président de la Section paloise en 1994. 
En 1998, Yves Tour préside le groupe de travail qui transforme la Section paloise en une SAOS (Société anonyme à objet sportif), avant de devenir une SASP (Société anonyme sportive professionnelle). Il reste à la tête de l'association rugby jusqu'en 2007, tout en dirigeant l'omnisports jusqu'en 2005.
Il décède le 25 avril 2017, laissant derrière lui un héritage durable au sein de la Section paloise.